# Koulpelga
Koulpelga är en ort i Burkina Faso.   Den ligger i provinsen Bazega Province och regionen Centre-Sud, i den centrala delen av landet, 40 km sydost om huvudstaden Ouagadougou. Koulpelga ligger 290 meter över havet och antalet invånare är 710.
Terrängen runt Koulpelga är platt. Närmaste större samhälle är Kombissiri, 11,7 km väster om Koulpelga.
Omgivningarna runt Koulpelga är en mosaik av jordbruksmark och naturlig växtlighet. Runt Koulpelga är det ganska glesbefolkat, med 36 invånare per kvadratkilometer.